# Калофер

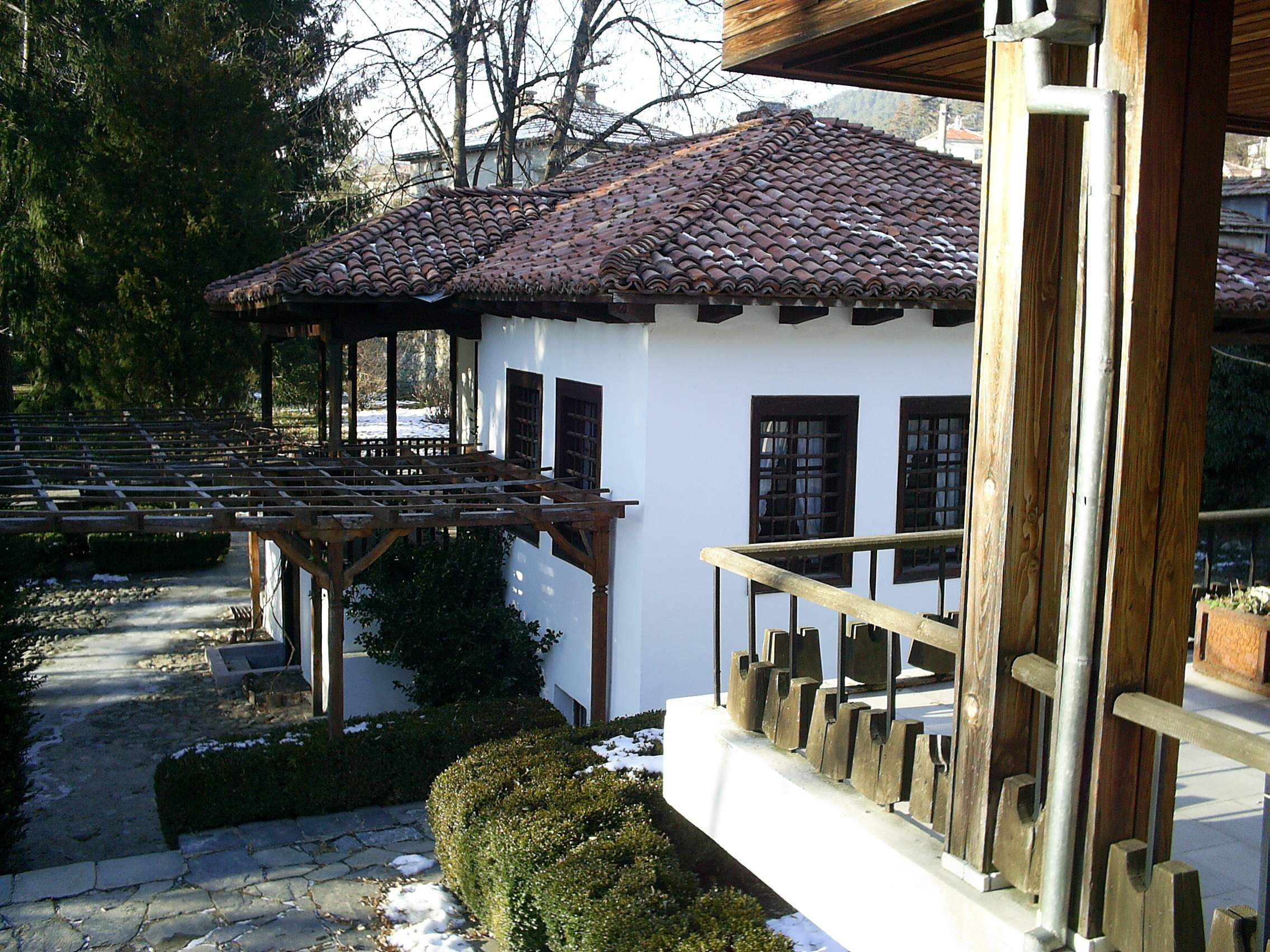
Будинок, де народився Христо Ботев

Кало́фер (болг. Калофер) — місто в Пловдивській області Болгарії. Входить до складу общини Карлово.

## Історія
Легенда розповідає, що Калофер був заснований у 1533 році, коли загін гайдуків на чолі з Каліфером-воєводою «правила» цією частиною Балканських гір і постійно нападала на турецькі каравани, що проходили повз. Нездатність впоратися з Каліфером-воєводою та його людьми змусила султана дозволити їм оселитися на цих землях за умови, що вони припинять нападати на каравани. Воєвода прийняв пропозицію та оселився на землі сучасного Калофера. Легенда також розповідає, що, оселившись тут, ці чоловіки не мали дружин і тому «крали» наречених із сусіднього міста Сопот.

## Населення
За даними перепису населення 2011 року у місті проживали 3103 особи.
Національний склад населення міста:
| Національність   | Кількість осіб | Відсоток |
| ---------------- | -------------- | -------- |
| болгари          | 2802           | 98,2%    |
| цигани           | 43             | 1,5%     |
| інша             | 4              | 0,1%     |
| Всього відповіли | 2854           |          |

Розподіл населення за віком у 2011 році:
Динаміка населення:

## Відомі особистості
В поселенні народились:
- Хри́сто Бо́тев (1848 — 1876) — національний герой Болгарії, громадський діяч, поет і публіцист.
- Нікола Бацаров (1818—1892) — болгарський освітній діяч.
- Мутев Димитар (1812— 1864) — болгарський просвітник, видавець, перекладач, науковець, педагог[8].
- Мутева Елена (1825[9] —1854) — перша болгарська поетеса, перекладачка і фольклористка[10].
- Георгі Іванов Странський (1847 — 1904) — болгарський медик і політичний діяч[11].

- Димитар Філов (1846—1887) — болгарський військовий діяч.
- Георгі Димитров Фінгов (1874 —  1944) — болгарський архітектор[12].